# Malta Cup 2008
Der Malta Cup 2008 war ein Snooker-Einladungsturnier der Saison 2007/08, das vom 4. bis zum 10. Februar 2008 in San Ġiljan im Stadtviertel Portomaso ausgetragen wurde. Zum vierten – mit dem Vorgänger European Open zum fünften – Mal fand das Turnier im Hilton Conference Centre statt. Allerdings war das Turnier diesmal kein Ranglistenturnier mehr. Stattdessen spielten in einem völlig anderen Format 20 eingeladene Spieler in 4 Gruppen um die Halbfinalplätze. Nach dieser Ausgabe wurde das Turnier eingestellt.
Mit Shaun Murphy und Ken Doherty trafen die Nummer 3 und die Nummer 4 der Weltrangliste im Finale aufeinander. Gleichzeitig waren die beiden auch die Sieger in Malta von 2007 bzw. 2006. Und dann war es auch noch die Neuauflage des Endspiels um den Pot Black Cup früher in der Saison, den Doherty gewonnen hatte. Diesmal revanchierte sich aber Murphy, er gewann mit 9:3 und holte nach 2007 seinen zweiten Malta-Titel.

## Preisgeld
|                | Preisgeld |
| -------------- | --------- |
| Sieger         | 20.000 £  |
| Finalist       | 9.000 £   |
| Halbfinalist   | 4.500 £   |
| Gruppenzweiter | 2.750 £   |
| Gruppendritter | 2.500 £   |
| Gruppenvierter | 2.250 £   |
| Gruppenletzter | 2.000 £   |
| Insgesamt      | 76.000 £  |

## Gruppenphase
Zum Turnier waren die Topspieler der Weltrangliste eingeladen: die Top 18 ohne Ronnie O’Sullivan und Steve Davis. Dazu kamen vier Wildcard-Spieler: Tony Drago und Alex Borg aus Malta, Marco Fu aus Hongkong und der Waliser Dominic Dale. Die Gruppenphase wurde in vier 5er-Gruppen im Round-Robin-Modus gespielt. Jeder Spieler bestritt vier Partien, jede Partie ging unabhängig vom Spielstand über 6 Frames. Ein Sieg brachte 2 Punkte, ein 3:3-Unentschieden 1 Punkt. Der Spieler mit den meisten Punkten in jeder Gruppe kam weiter ins Halbfinale.
| Sp.    | Anzahl der absolvierten Spiele            |
| SG     | Anzahl der gewonnenen Spiele              |
| SU     | Anzahl der unentschiedenen Spiele         |
| SV     | Anzahl der verlorenen Spiele              |
| FG     | Anzahl der gewonnenen Frames              |
| FV     | Anzahl der verlorenen Frames              |
| FD     | Frame-Differenz                           |
| Punkte | Gesamtpunkte                              |
|        | Der Gruppensieger zog ins Halbfinale ein. |

### Gruppe 1

#### Spiele
| Spieler 1    | Ergebnis | Spieler 2  |
| ------------ | -------- | ---------- |
| John Higgins | 6:0      | Alex Borg  |
| Joe Perry    | 3:3      | Ryan Day   |
| John Higgins | 4:2      | Ryan Day   |
| Ali Carter   | 5:1      | Alex Borg  |
| Joe Perry    | 4:2      | Alex Borg  |
| John Higgins | 3:3      | Ali Carter |
| Joe Perry    | 4:2      | Ali Carter |
| Ryan Day     | 3:3      | Alex Borg  |
| John Higgins | 5:1      | Joe Perry  |
| Ali Carter   | 2:4      | Ryan Day   |

#### Abschlusstabelle
| Rang | Spieler      | Sp. | SG | SU | SV | FG | FV | FD  | Punkte |
| ---- | ------------ | --- | -- | -- | -- | -- | -- | --- | ------ |
| 1    | John Higgins | 4   | 3  | 1  | 0  | 18 | 6  | +12 | 7      |
| 2    | Joe Perry    | 4   | 2  | 1  | 1  | 12 | 12 | ±0  | 5      |
| 3    | Ryan Day     | 4   | 1  | 2  | 1  | 12 | 12 | ±0  | 4      |
| 4    | Ali Carter   | 4   | 1  | 1  | 2  | 12 | 12 | ±0  | 3      |
| 5    | Alex Borg    | 4   | 0  | 1  | 3  | 6  | 18 | −12 | 1      |

### Gruppe 2

#### Spiele
| Spieler 1      | Ergebnis | Spieler 2      |
| -------------- | -------- | -------------- |
| Ken Doherty    | 4:2      | Marco Fu       |
| Neil Robertson | 5:1      | Stephen Lee    |
| Ken Doherty    | 4:2      | Stephen Lee    |
| Joe Swail      | 1:5      | Marco Fu       |
| Ken Doherty    | 5:1      | Joe Swail      |
| Neil Robertson | 3:3      | Marco Fu       |
| Neil Robertson | 4:2      | Joe Swail      |
| Stephen Lee    | 1:5      | Marco Fu       |
| Ken Doherty    | 5:1      | Neil Robertson |
| Joe Swail      | 1:5      | Stephen Lee    |

#### Abschlusstabelle
| Rang | Spieler        | Sp. | SG | SU | SV | FG | FV | FD  | Punkte |
| ---- | -------------- | --- | -- | -- | -- | -- | -- | --- | ------ |
| 1    | Ken Doherty    | 4   | 4  | 0  | 0  | 18 | 6  | +12 | 8      |
| 2    | Marco Fu       | 4   | 2  | 1  | 1  | 15 | 9  | +6  | 5      |
| 3    | Neil Robertson | 4   | 2  | 1  | 1  | 13 | 11 | +2  | 5      |
| 4    | Stephen Lee    | 4   | 1  | 0  | 3  | 9  | 15 | −6  | 2      |
| 5    | Joe Swail      | 4   | 0  | 0  | 4  | 5  | 19 | −14 | 0      |

### Gruppe 3

#### Spiele
| Spieler 1       | Ergebnis | Spieler 2       |
| --------------- | -------- | --------------- |
| Shaun Murphy    | 6:0      | Tony Drago      |
| Stephen Hendry  | 4:2      | Mark Selby      |
| Stephen Maguire | 4:2      | Tony Drago      |
| Shaun Murphy    | 4:2      | Mark Selby      |
| Stephen Hendry  | 4:2      | Tony Drago      |
| Shaun Murphy    | 4:2      | Stephen Maguire |
| Mark Selby      | 4:2      | Tony Drago      |
| Stephen Hendry  | 3:3      | Stephen Maguire |
| Shaun Murphy    | 5:1      | Stephen Hendry  |
| Stephen Maguire | 3:3      | Mark Selby      |

#### Abschlusstabelle
| Rang | Spieler         | Sp. | SG | SU | SV | FG | FV | FD  | Punkte |
| ---- | --------------- | --- | -- | -- | -- | -- | -- | --- | ------ |
| 1    | Shaun Murphy    | 4   | 4  | 0  | 0  | 19 | 5  | +14 | 8      |
| 2    | Stephen Hendry  | 4   | 2  | 1  | 1  | 12 | 12 | ±0  | 5      |
| 3    | Stephen Maguire | 4   | 1  | 2  | 1  | 12 | 12 | ±0  | 4      |
| 4    | Mark Selby      | 4   | 1  | 1  | 2  | 11 | 13 | −2  | 3      |
| 5    | Tony Drago      | 4   | 0  | 0  | 4  | 6  | 18 | −12 | 0      |

### Gruppe 4

#### Spiele
| Spieler 1     | Ergebnis | Spieler 2     |
| ------------- | -------- | ------------- |
| Graeme Dott   | 2:4      | Dominic Dale  |
| Peter Ebdon   | 2:4      | Ding Junhui   |
| Graeme Dott   | 3:3      | Ding Junhui   |
| Mark Williams | 2:4      | Dominic Dale  |
| Graeme Dott   | 2:4      | Mark Williams |
| Peter Ebdon   | 2:4      | Dominic Dale  |
| Mark Williams | 3:3      | Peter Ebdon   |
| Ding Junhui   | 4:2      | Dominic Dale  |
| Graeme Dott   | 2:4      | Peter Ebdon   |
| Mark Williams | 0:6      | Ding Junhui   |

#### Abschlusstabelle
| Rang | Spieler       | Sp. | SG | SU | SV | FG | FV | FD  | Punkte |
| ---- | ------------- | --- | -- | -- | -- | -- | -- | --- | ------ |
| 1    | Ding Junhui   | 4   | 3  | 1  | 0  | 17 | 7  | +10 | 7      |
| 2    | Dominic Dale  | 4   | 3  | 0  | 1  | 14 | 10 | +4  | 6      |
| 3    | Peter Ebdon   | 4   | 1  | 1  | 2  | 11 | 13 | −2  | 3      |
| 4    | Mark Williams | 4   | 1  | 1  | 2  | 9  | 15 | −6  | 3      |
| 5    | Graeme Dott   | 4   | 0  | 1  | 3  | 9  | 15 | −6  | 1      |

## Endrunde
In der Endrunde trafen die Sieger der ersten beiden Gruppen und die Sieger der Gruppen 3 und 4 jeweils aufeinander. Die Sieger dieser beiden am Samstag ausgetragenen Partien bestritten am Sonntag in zwei Sessions das Best-of-17-Finale.
|  | Halbfinale | Halbfinale   | Halbfinale |  |  | Finale | Finale       | Finale |
|  |            |              |            |  |  |        |              |        |
|  |            |              |            |  |  |        |              |        |
|  | G1         | John Higgins | 2          |  |  |        |              |        |
|  | G2         | Ken Doherty  | 6          |  |  |        |              |        |
|  |            |              |            |  |  | G2     | Ken Doherty  | 3      |
|  |            |              |            |  |  | G3     | Shaun Murphy | 9      |
|  | G3         | Shaun Murphy | 6          |  |  |        |              |        |
|  | G4         | Ding Junhui  | 5          |  |  |        |              |        |
|  |            |              |            |  |  |        |              |        |

### Finale
Shaun Murphy und Ken Doherty waren sich in dieser Saison bereits zweimal gegenübergestanden, beide Male hatte der Ire gewonnen. Obwohl Doherty auch den ersten Frame gewann, hatte Murphy den besseren Start. Er führte zur Mid-Session-Pause 3:1 und beschloss den Nachmittag mit einer 6:2-Führung. Am Abend hätte Doherty möglichst schnell Punkte gebraucht, doch der erste Frame ging klar an seinen englischen Konkurrenten. Murphy setzte damit den Iren noch mehr unter Druck, der konnte zwar noch einen Frame gewinnen, doch dann holte sich Murphy die nächsten beiden Frames und gewann mit 9:3. Für den Engländer war es der zweite Sieg beim Malta Cup und sein erster Sieg bei einem Top-16-Einladungsturnier.
| Finale: Best of 17 Frames Schiedsrichter/in: Terry Camilleri Hilton Conference Centre, Portomaso, Malta, 10. Februar 2008 |                |              |
| Ken Doherty | 3:9            | Shaun Murphy |
| Nachmittag: 91:1 (91), 24:57, 36:78, 8:100, 22:87, 75:44, 0:67, 39:56; Abend: 0:110 (75), 66:34, 30:74, 0:76 (76)         |                |              |
| 91 | Höchstes Break | 76           |
| – | Century-Breaks | –            |
| 1 | 50+-Breaks     | 2            |